# Явашов, Ананий Иванов
Ананий Иванов Явашов (болг. Анание Иванов Явашов; 1 октября 1855 — 25 мая 1934) — болгарский археолог, ботаник, педагог и просветитель.

## Биография
Родился 1 октября 1855 года в городе Разград (Османская империя). Обучался в Болградской гимназии и Праге, с 1881 по 1884 годы учился в Чешском государственном политехническом университете по специальности «Химическая промышленность». Летом 1884 года вернулся в Болгарию, начав заниматься преподавательской и инспекторской деятельностью. Работал преподавателем и инспектором до 1925 года, пока не вышел на пенсию. Преподавал в основном в Разграде и Варне, короткое время работал в Софии, Шумене, Свиштове, Добриче и Велико-Тырново.
В 1878 году после образования Княжества Болгария на плечи Явашова легла обязанность по переводу важнейших учебников для начальных и средних школ, поскольку он был одним из немногих высокообразованных педагогов в болгарской провинции и тем самым становился ответственным за развитие болгарской системы образования. Также он занимался активной общественной деятельностью, будучи избранным в 3-е Великое Народное Собрание Болгарии. Основал и возглавил культурное общество «Развитие», участвовал в создании ряда болгарских ассоциаций — пчеловодов, виноделов, археологического общества и археологического музея в родном Разграде. С 1900 года постоянный член отделения естественных наук и математики Болгарского книжного общества (современное название с 1911 года — Болгарская академия наук).
В рамках своей научной деятельности Явашов занимался изучением болгарской флоры, опубликовав в журнале Болгарской академии наук «Основы изучения болгарской флоры» (болг. Принос за познаване на българската флора), что стало первым подобным болгарским научным трудом в сфере ботаники. Также Явашов был известным археологом — в 1887 году на развалинах древнеримского города Абриттус (в 3 км от современного Разграда) им была раскопана базилика VI века нашей эры. Найденные им артефакты вскоре составили коллекцию музея города Разград, и именно с подачи Явашова начались археологические раскопки в Болгарии (раскопки Абриттуса были возобновлены с новой силой в 1953 году). За свою деятельность Явашов удостоился звания почётного гражданина Разграда и памятника в родном городе.
Скончался 25 мая 1934. Его внуки стали известны в сфере искусства — актёр Ананий Явашев и художник Христо Явашев.

### Научные статьи
- Anastica hierohontica (1897)
- Mandragora officinalis (1897)
- Календар на "Природа" (1901)
- Зимният сън на природата (1903)